# Галерея современного искусства (Верона)
Галерея современного искусства (итал. Galleria d'arte moderna) — муниципальный музей в городе Верона (Италия). Расположен в палаццо Эмилеи-Форти, построенном в XVIII веке. Здание в середине XX века было полностью отреставрировано архитектором Игнацио Пеллегрино и в нём разместилась галерея современного искусства, созданная Акиллие Форти. Открытие музея состоялось 14 марта 1982 года.
Коллекция музея включает в себя работы Джованни Дюпре, Антонио Ротта, Медардо Россо, Джакомо Манцу, Джованни Фаттори, Эмилио Ведова, Оттоне Розаи, Филлиппо де Пизис и других. Собрание регулярно пополняется благодаре активной деятельности муниципалитета города.